# Hybanthus wrightii
Hybanthus wrightii är en violväxtart som beskrevs av Ignatz Urban. Hybanthus wrightii ingår i släktet Hybanthus och familjen violväxter. Inga underarter finns listade i Catalogue of Life.